# Габай, Генрих Саулович
Ге́нрих Сау́лович Габа́й (6 октября 1923, Москва — 20 ноября 2003, Нью-Йорк) — советский кинорежиссёр и сценарист.

## Биография
Родился 6 октября 1923 года в Москве. Член ВЛКСМ с 1938 года. В 1941 году был призван в Красную Армию Алма-Атинским городским военкоматом. Служил стрелком-радистом на Пе-2 160-го гвардейского бомбардировочного авиационного полка 8-й бомбардировочной авиационной дивизии. Совершил 17 боевых вылетов, из них 6 — на разведку и «свободную охоту». 30 ноября 1943 года успешно отражал атаки 10 истребителей противника, обеспечив благополучное возвращение экипажа с боевого задания. 20 марта 1944 года, когда самолёт Габая был атакован двумя Me-109, сбил один из них.
25 марта 1944 года в бою с тремя ФВ-190 сбил один из них, но сам получил тяжёлое ранение в глаз, а также 5 ранений в конечности. Подбитый самолёт совершил аварийную посадку в тылу противника, экипаж был захвачен в плен. После излечения в немецком госпитале Габай бежал из плена.
В 1951 году окончил ВГИК (режиссёрский факультет, мастерская И. А. Савченко). Работал на Одесской киностудии (1950-е годы) и «Мосфильме» (1960—1970-е годы).
В 1972 году вместе с женой и детьми эмигрировал в Израиль, затем (в 1974 году) — в США. После его отъезда его фильмы в СССР перестали показывать.
Скончался на 81-м году жизни 20 ноября 2003 года в Нью-Йорке.

## Семья
Жена — Анна Мартинсон, художник по костюмам, дочь народного артиста РСФСР С. А. Мартинсона.
Имеется две дочери: Екатерина и Татьяна (род. 1963).

## Фильмография
- 1956 — Капитан «Старой черепахи»
- 1959 — Зелёный фургон
- 1962 — 49 дней
- 1963 — Именем революции
- 1965 — Лебедев против Лебедева
- 1967 — Начало неведомого века (новелла «Мотря») (доснят на киностудии имени Довженко (1969) — режиссёр и сценарист
- 1969 — Время счастливых находок — режиссёр и сценарист
- 1972 — Без трёх минут ровно

## Награды
- орден Отечественной войны II степени (27.9.1944; был представлен к ордену Отечественной войны I степени)[1]
- медали